# Golesze Duże
Golesze Duze [pronunciación en polaco: /ɡɔˈlɛʂɛ ˈduʐɛ/] es una aldea ubicada en el distrito administrativo de Gmina Wolbórz, dentro del condado de Piotrków, voivodato de Łódź, en el centro de Polonia. Se encuentra a unos 7 kilómetros al  sureste de Wolbórz, a 17 kilómetros al noreste de Piotrków Trybunalski, y a 47 kilómetros al sureste de la capital regional Łódź.